# Африкански водорез
Африканският водорез (Rynchops flavirostris) е вид птица от семейство Водорези (Rynchopidae). Видът е почти застрашен от изчезване.

## Разпространение и местообитание
Разпространен е в Ангола, Бенин, Ботсвана, Буркина Фасо, Бурунди, Габон, Гамбия, Гана, Гвинея, Гвинея-Бисау, Египет, Екваториална Гвинея, Етиопия, Замбия, Зимбабве, Камерун, Кения, Република Конго, Демократична република Конго, Кот д'Ивоар, Либерия, Мавритания, Малави, Мали, Мозамбик, Намибия, Нигер, Нигерия, Руанда, Сенегал, Сиера Леоне, Судан, Танзания, Уганда, Централноафриканската република, Чад и Южен Судан.